# 東禅寺 (桐生市)
東禅寺（とうぜんじ）は、群馬県桐生市にある臨済宗建長寺派の寺院。

## 歴史
1325年（正中2年）、南海宝州によって開山された。南海宝州は上野国新田郡世良田村（現・群馬県太田市）の長楽寺で仏法を学んだ僧侶で、上野国山田郡小倉村（現・群馬県桐生市）に赴き寺を創建した。
1336年（建武3年）、新田義貞は当寺で戦勝を祈願し、毘沙門天像と寺領を寄進した。しかし、義貞は1338年（建武5年）、藤島の戦いで戦死した。当寺の墓地に「東禅寺角塔（建武の碑）」と呼ばれる供養塔があり、「建武五年七月三日」と刻まれている。この日は義貞の没年月日と一日違いであることから、義貞の供養塔との説もある。
戦国時代の兵火で、当寺は全焼してしまった。1573年（天正元年）、喜伯慶公によって中興された。

## 文化財
- 東禅寺角塔（桐生市指定重要文化財 昭和41年2月9日指定）[3]

## 交通アクセス
- 丸山下駅より徒歩43分。